# Zdrada (film 1983)
Zdrada – brytyjski dramat z 1983 roku na podstawie sztuki Harolda Pintera.

## Główne role
- Jeremy Irons - Jerry
- Ben Kingsley - Robert
- Patricia Hodge - Emma
- Avril Elgar - Pani Banks
- Ray Marioni - Kelner
- Caspar Norman - Sam

i inni

## Nagrody i nominacje
Oscary za rok 1983
- Najlepszy scenariusz adaptowany – Harold Pinter (nominacja)

Nagrody BAFTA 1983
- Najlepszy scenariusz adaptowany – Harold Pinter (nominacja)